# Józef Patkowski (muzykolog)

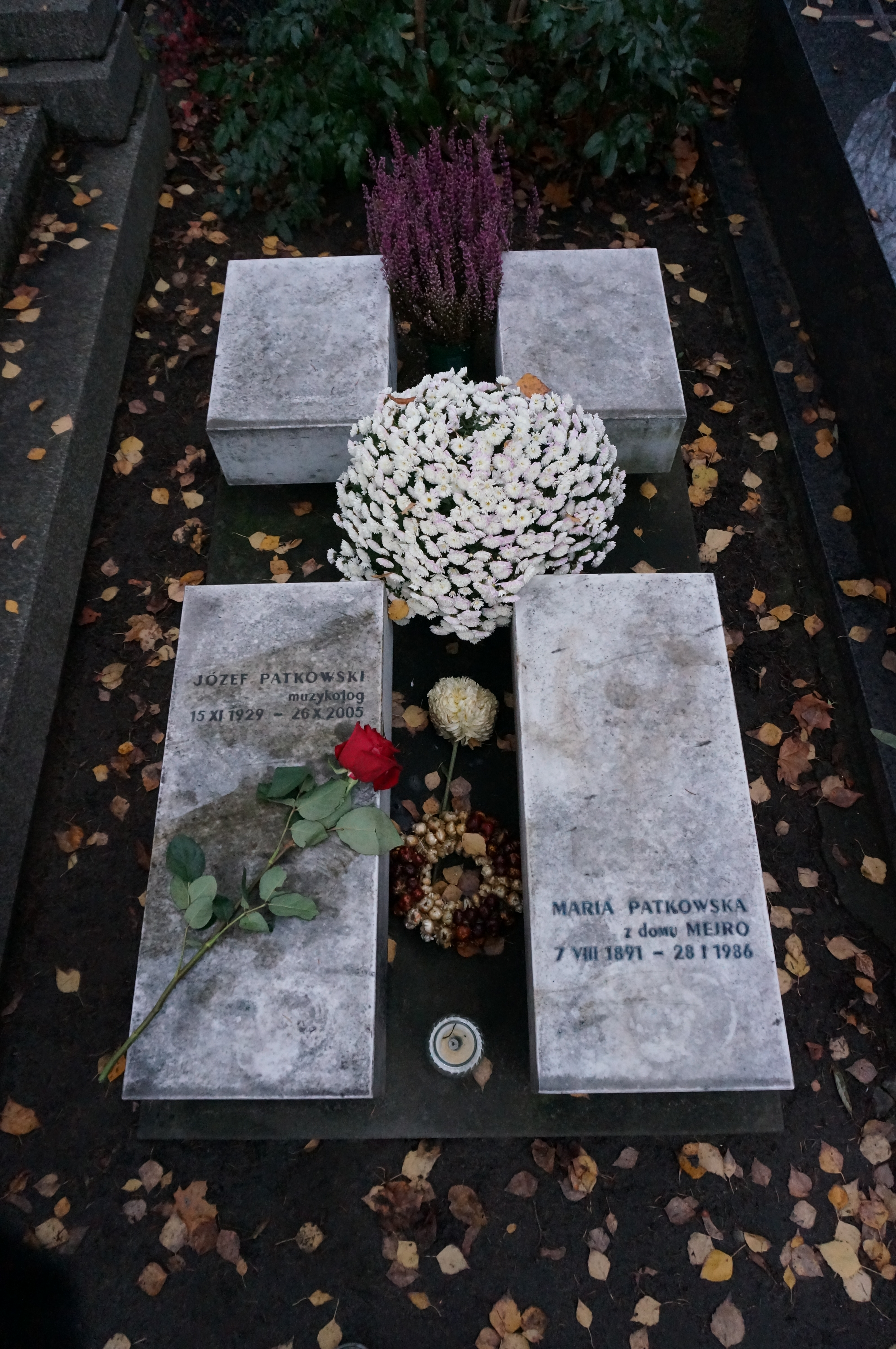
Grób Józefa Patkowskiego na Cmentarzu Powązkowskim

Józef Patkowski (ur. 15 listopada 1929 w Wilnie, zm. 26 października 2005 w Warszawie) – polski muzykolog i twórca muzyki filmowej. Zasłużony dla rozwoju polskiej muzyki elektro-akustycznej.

## Życie i działalność
Ukończył w 1953 studia muzykologiczne u Zofii Lissy na Uniwersytecie Warszawskim, przedstawiając pracę magisterską pt. „Znaczenie prawidłowości akustycznych w badaniach muzykologicznych”. Równocześnie, w latach 1950–1953 studiował fizykę na tej uczelni. Przeszedł do historii polskiej muzyki współczesnej, jako założyciel (w 1957) Studia Eksperymentalnego Polskiego Radia – jednego z najstarszych na świecie, a pierwszego w Europie wschodniej, którym kierował do 1985. W 1974 założył Studio Muzyki Elektronicznej Akademii Muzycznej w Krakowie, które prowadził aż do 2000. Był także czynny w środowisku muzycznym będąc w latach 1979–1985 prezesem Związku Kompozytorów Polskich, później (1985–1996) sekretarzem generalnym Polskiej Rady Muzycznej przy UNESCO. Od 1989 do 1995 sprawował także funkcję prezesa Towarzystwa Muzycznego im. Karola Szymanowskiego.
Józef Patkowski był członkiem honorowym Związku Kompozytorów Polskich, Polskiego Towarzystwa Muzyki Współczesnej oraz Deutsche Gesellschaft für Elektroakustische Musik.
Został uhonorowany wieloma nagrodami i odznaczeniami, m.in. Złotym Krzyżem Zasługi (1964), doroczną Nagrodą ZKP (1974), Krzyżem Kawalerskim Orderu Odrodzenia Polski (1972), Nagrodą Ministra Kultury i Sztuki (1998), Krzyżem Oficerskim Orderu Odrodzenia Polski (1999).
W latach sześćdziesiątych Patkowski wspólnie z Krzysztofem Szlifirskim skomponował muzykę do kilku filmów (co sprawiło, że od tego czasu przedstawiany bywa także jako kompozytor):
- Muzyka do filmu dokumentalno-impresyjnego Nad Tatrami w reż. Jerzego Kadena (1963)
- Muzyka do filmu dokumentalno-impresyjnego Stacja Oświęcim w reż. Marii Kwiatkowskiej (1963)
- Muzyka do filmu dokumentalno-impresyjnego Rozmowa w reż. Marii Kwiatkowskiej (1964)
- Muzyka do filmu dokumentalno-impresyjnego Pojedynek w reż. Janusza Majewskiego (1964)
- Muzyka do filmu dokumentalno-impresyjnego Światło i dźwięk w reż. Marii Kwiatkowskiej (1965)
- Muzyka do filmu Sposób bycia w reż. Jana Rybkowskiego (1965)
- Muzyka do filmu dokumentalno-impresyjnego Niebo bez słońca w reż. Jana Rybkowskiego (1966)
- Muzyka do spektaklu Radosne dni Samuela Becketta w reż. Jerzego Markuszewskiego (1967)
- Muzyka do filmu dokumentalno-impresyjnego Czas przemiany w reż. Andrzeja Piekutowskiego (1968)
- Muzyka do filmu animowanego Ludzie w reż. Krzysztofa Raynocha (1969)